# Zharok, Derajnea
Zharok (în ucraineană Згарок) este localitatea de reședință a comunei Zharok din raionul Derajnea, regiunea Hmelnîțkîi, Ucraina.

## Demografie
Componența lingvistică a localității Zharok
     Ucraineană (96,82%)
     Română (2,05%)
     Rusă (1,14%)
Conform recensământului din 2001, majoritatea populației localității Zharok era vorbitoare de ucraineană (96,82%), existând în minoritate și vorbitori de română (2,05%) și rusă (1,14%).